# Formica phaethusa
Formica phaethusa är en myrart som beskrevs av Wheeler 1915. Formica phaethusa ingår i släktet Formica och familjen myror. Inga underarter finns listade i Catalogue of Life.